# I'm New Here
I'm New Here je třinácté a poslední studiové album amerického hudebníka Gila Scotta-Herona. Vydáno bylo 8. února 2010 společností XL Recordings a jeho producentem byl majitel této společnosti Richard Russell. Jde o hudebníkovo první album od roku 1994, kdy vydal desku Spirits. V hitparádě Billboard 200 se deska umístila na 181. místě. V prvním týdnu se prodalo 3700 kusů alba. Kromě autorských písní deska obsahuje také coververze od Roberta Johnsona či Brooka Bentona.

## Seznam skladeb
1. On Coming from a Broken Home (Part 1) – 2:20
2. Me and the Devil – 3:33
3. I'm New Here – 3:33
4. Your Soul and Mine – 2:02
5. Parents (Interlude) – 0:18
6. I'll Take Care of You – 2:58
7. Being Blessed (Interlude) – 0:12
8. Where Did the Night Go – 1:14
9. I Was Guided (Interlude) – 0:14
10. New York Is Killing Me – 4:29
11. Certain Things (Interlude) – 0:08
12. Running – 2:00
13. The Crutch – 2:44
14. I've Been Me (Interlude) – 0:16
15. On Coming from a Broken Home (Part 2) – 2:15

## Obsazení
- Gil Scott-Heron – zpěv, klavír
- Damon Albarn – klávesy
- Mike Block – smyčce
- Chris Cunningham – kytara, syntezátor
- Tiona Hall – doprovodné vokály
- Michelle Hutcherson – doprovodné vokály
- Kim Jordan – doprovodné vokály, klavír
- Christiana Liberis – smyčce
- Tyria Stokes – doprovodné vokály
- Mary Jo Stilp – smyčce
- Pat Sullivan – kytara
- Una Tone – smyčce
- Lawson White – aranžmá smyčců